# Bahnhof Bad Mergentheim
Der Bahnhof Bad Mergentheim, bis 1926 Bahnhof Mergentheim, ist eine Betriebsstelle der Bahnstrecke Crailsheim–Königshofen. Er liegt in Bad Mergentheim im Main-Tauber-Kreis in Baden-Württemberg. Das Empfangsgebäude befindet sich in der Poststraße 1.

## Geschichte
Am 23. Oktober 1869 wurde die Strecke Crailsheim–Mergentheim eröffnet. Die Eröffnung wurde bereits fünf Tage zuvor, am 18. Oktober 1869, in Mergentheim gefeiert. Der Bahnhof Mergentheim war ursprünglich Grenzbahnhof zwischen Württemberg und Baden. So zeigte der – nicht mehr vorhandene – Uhrenturm auf dem Mitteltrakt des Empfangsgebäudes einmal die badische und einmal die württembergische „Bahnzeit“ an. Der Bahnhof bestand neben den Empfangsgebäude aus jeweils einer württembergischen und badischen Lokomotivremise sowie einer Wagenremise. Der Güterschuppen wurde gemeinsam genutzt. Renovierungsarbeiten veränderten den Mittelteil des Empfangsgebäudes, so dass die Charakteristik des Gebäudes stark gelitten hat.
Im Stückgutverkehr war Bad Mergentheim für den Bereich bis Tauberbischofsheim, bis vor Blaufelden und Osterburken tätig. Für diese Aufgaben hatte der Bahnhof bis 1993 einen örtlichen Rangierdienst mit Kleinlok und Personal. Daneben verkehrten auf der Strecke Güterzüge in der Relation Nürnberg–Aschaffenburg mit Lademaßüberschreitung. Der letzte Dienststellenleiter arbeitete in Bad Mergentheim bis 1993. Danach wurde die selbständige Dienststelle aufgelöst und als Außenstelle dem Bahnhof Lauda zugeteilt.
Für den Kurbetrieb hatte der Bahnhof von Beginn an eine große Bedeutung. So gab es ab Sommer 1939 Kurswagen von Berlin nach Bad Mergentheim. Ab 1968 wurde die Stadt wiederum mit ganzjährigen Kurswagen aus Hamburg und Dortmund bedient. Diese wurden erst 1988 beziehungsweise 1989 eingestellt.
Seit 2006 gehört die Station mit den beiden Stellwerken und dem Reisezentrum zur Westfrankenbahn. 2007 wurde der Güterbahnhof mit den Gleisanlagen und Rampe für einen Neubau abgerissen. Im ehemaligen badischen Lokschuppen und auf dem badischen Bahnareal entstand nach Rückbau 2014 eine Wohnanlage. 2019/2020 wurde das Bahnhofsgebäude umfassend modernisiert.
Im Sommer 2023 begannen Bauarbeiten zum barrierefreien Ausbau sowie zur Verlängerung und Erhöhung des zuvor 174 Meter langen und weniger als 38 Zentimeter hohen Hausbahnsteigs, die Ende 2023 abgeschlossen werden sollten, sich aber bis zum Sommer 2024 verzögerten.

## Anlagen

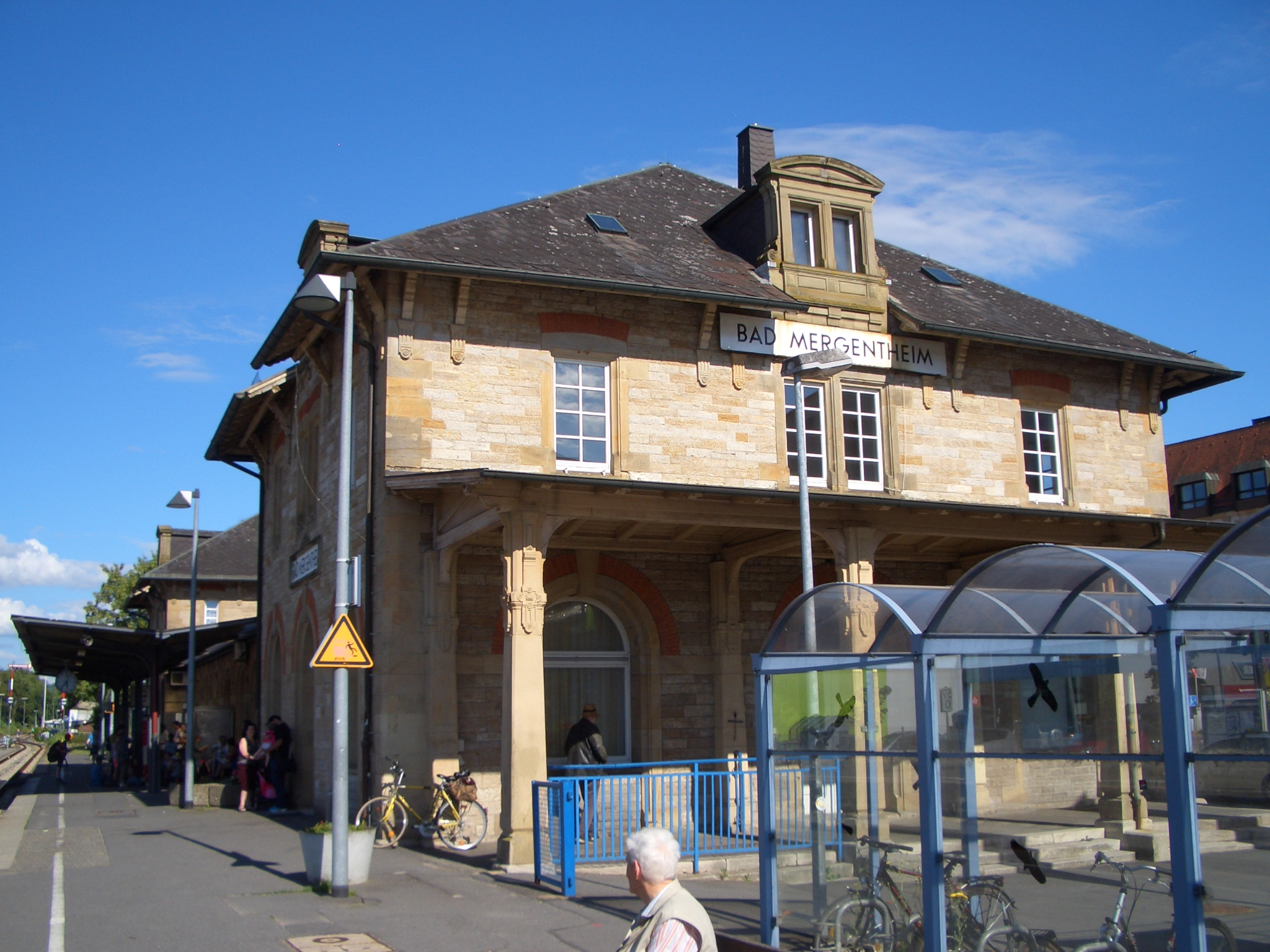
Ehemaliger badischer Flügel des Empfangsgebäudes

Vorhanden ist heute ein Hausbahnsteig und ein Mittelbahnsteig. Sämtliche Gleise für den Güterverkehr und Abstellgleise wurden mittlerweile entfernt.

## Denkmalschutz

Die ehemalige württembergische Lokremise diente später als Abfüllanlage für den Vertrieb des Bad Mergentheimer Mineralwassers. 2021 war das Gebäude ungenutzt.

Die folgenden Teile des Bahnhofs Bad Mergentheim stehen unter Denkmalschutz:
- Bahnhof, Empfangsgebäude des ehemaligen Wechselbahnhofs, Massivbau im Pavillontyp von 1869 und Abortgebäude (Bahnhof 5) (Sachgesamtheit mit Stellwerk 2 (Bahnhof 29), Stellwerk 1 (Bahnhof 18); württembergische Lokremise (Bahnhof 38); badische Wagenremise (Stifterstraße 18, ehem. Nr. 15), Dienstwohngebäude (Zaisenmühlstraße 2)).[9]
- Bahnhof 29: Stellwerk 2, eineinhalbgeschossiger Flachdachbau mit Quaderverblendung aus Muschelkalk, um 1930.[9]
- Bahnhof 18: Stellwerk 1, eineinhalbgeschossiger Flachdachbau mit Quaderverblendung aus Muschelkalk, um 1930.[9]
- Teil der Sachgesamtheit Bahnstrecke Bad Mergentheim–Crailsheim: Württembergische Taubertalbahn mit Bahnhöfen, Nebengebäuden, Brücken, Gleisanlagen und sämtlichem stationärem und beweglichem Zubehör, 1869 erbaut.[9]